# National Capital Region (Kanada)

Lage der National Capital Region (gestreift, Ottawa: rot, Gatineau: Violett)

National Capital Region (franz. Région de la capitale nationale) ist die offizielle Bezeichnung für die kanadische Bundeshauptstadt Ottawa, ihre Zwillingsstadt Gatineau und die umliegende Region. Die Region umfasst insgesamt eine Fläche von 4715 km² mit rund 1,5 Mio. Einwohnern und befindet sich sowohl in der Provinz Ontario wie in Québec.
Oft wird auch die Metropolregion Ottawa – Gatineau (Census Metropolitan Area) als National Capital Region bezeichnet. Diese Gebiete unterscheiden sich aber geringfügig.
Die National Capital Region wurde 1959 durch das Parlament geschaffen. Der Region steht ein Stab an Vorständen (Board of Directors) vor, die von Kommissionen unterstützt werden. Der Stab setzt sich aus 15 Mitgliedern zusammen: einem Präsidenten, einem Chief Executive Officer und 13 Mitgliedern aus der Hauptstadtregion und anderen Regionen Kanadas. Die Institution hat keine eigene rechtliche Zuständigkeit, obwohl die National Capital Commission (NCC) tief in politische Entscheidungen eingebunden ist und sich an Planungen an der National Capital Region beteiligt.

## Einrichtungen
Zahlreiche Einrichtungen in der National Capital Region werden durch die NCC verwaltet, darunter zahlreiche Immobilien, Parks und Naturschutzgebiete und ein Wegenetz, das überwiegend dem Freizeitverkehr dienen soll.

### Wegenetz

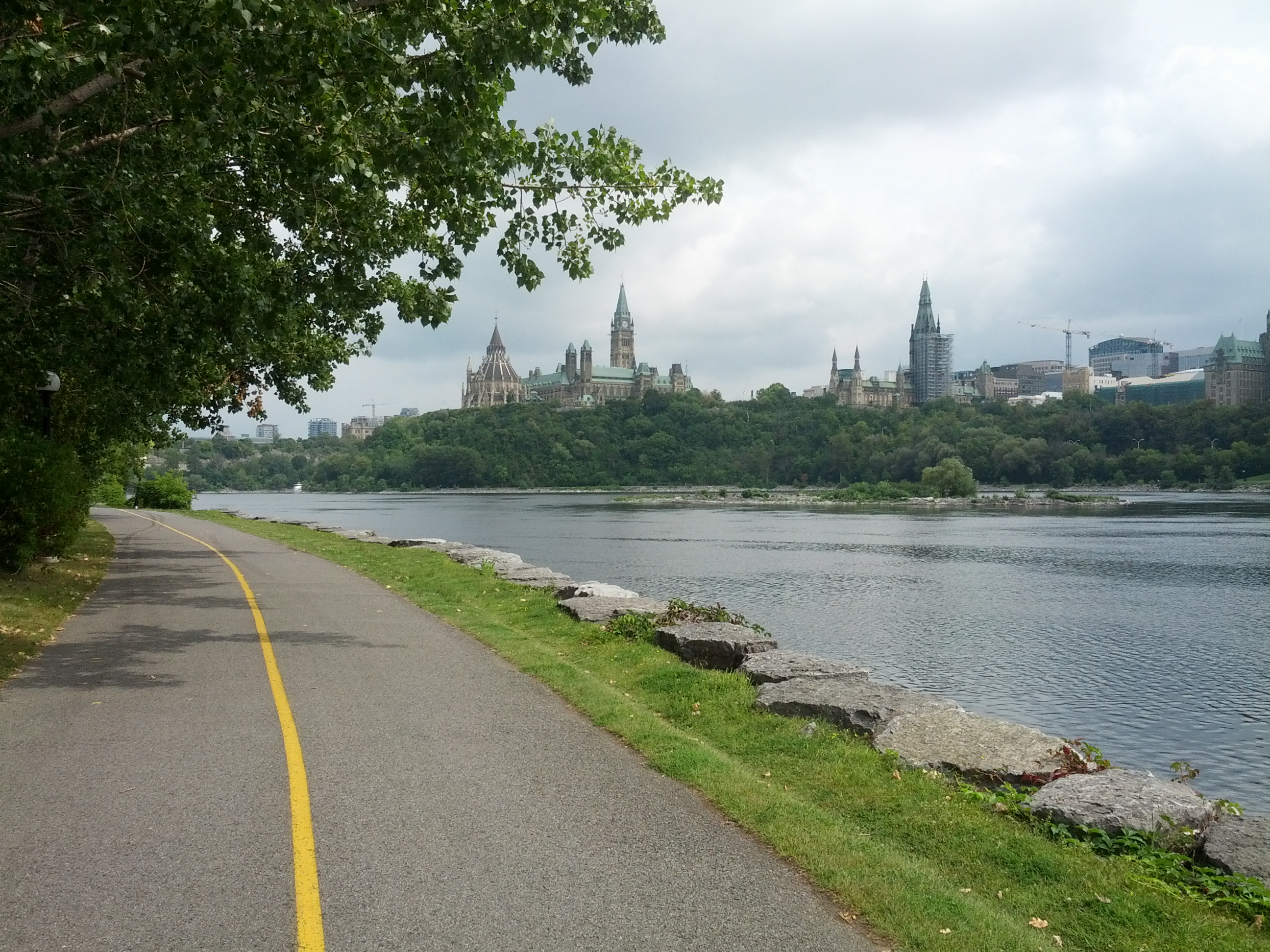
Capital Pathway am Ottawa-Fluss mit Blick auf das Parlament

Das Wegenetz besteht aus Parkways, kombinierten Fuß- und Radwegen (Capital Pathways) und dem Confederation Boulevard.
| Name (engl.)                       | benannt nach              | Länge (km) | Lage          | Sehenswürdigkeiten                                                       |
| ---------------------------------- | ------------------------- | ---------- | ------------- | ------------------------------------------------------------------------ |
| Aviation Parkway                   | Flugplatz Rockcliffe      | 4,3        | Ottawa        | Canada Aviation and Space Museum                                         |
| Colonel By Drive                   | John By                   | 7,9        | Ottawa        | Rideau-Kanal, Dow’s Lake Mooneys Bay und Downtown Ottawa                 |
| Experimental Farm Drive            | Central Experimental Farm | 2          | Ottawa        | Central Experimental Farm und Canada Agriculture and Food Museum         |
| Island Park Drive                  | Bate Island               | 3,5        | Ottawa        | Central Experimental Farm, Ottawa-Fluss und viele Botschafter-Residenzen |
| Lady Grey Drive                    |                           | 0,6        | Ottawa        | National Art Gallery                                                     |
| Sir John A. Macdonald Parkway      | John A. Macdonald         | 9,5        | Ottawa        | Canadian War Museum                                                      |
| Queen Elizabeth Driveway           |                           | 5,6        | Ottawa        | Rideau-Kanal, Golden Triangle                                            |
| Sir George-Étienne Cartier Parkway | George-Étienne Cartier    | 13,6       | Ottawa        | Canada Aviation and Space Museum und viele Botschafter-Residenzen        |
| Lac Philippe Road                  | Lac Philippe              | 4,5        | Gatineau      |                                                                          |
| Leamy Lake Parkway                 | Lac Leamy                 | 2,0        | Gatineau      | Leamy Lake Park, Leamy Lake Beach, Casino du Lac-Leamy                   |
| Champlain Parkway                  | Samuel de Champlain       | 10,7       | Gatineau-Park | Mackenzie King Estate                                                    |
| Fortune Lake Parkway               | Lac Fortune               | 4,4        | Gatineau-Park | im Winter eine Skiloipe                                                  |
| Gatineau Parkway                   | Gatineau-Park             | 18,4       | Gatineau-Park | Lac Meech, Camp Fortune und Pink Lake.                                   |
| Lac-des-Fées Parkway               | Lac des Fées              |            | Gatineau-Park | Gatineau-Park                                                            |

### Parks
Neben kleineren Stadtparks in Ottawa und Gatineau verwaltet die NCC den Gatineau-Park sowie den National Capital Greenbelt, einen geschützten Grüngürtel um die Kernstadt Ottawas.

### Immobilien

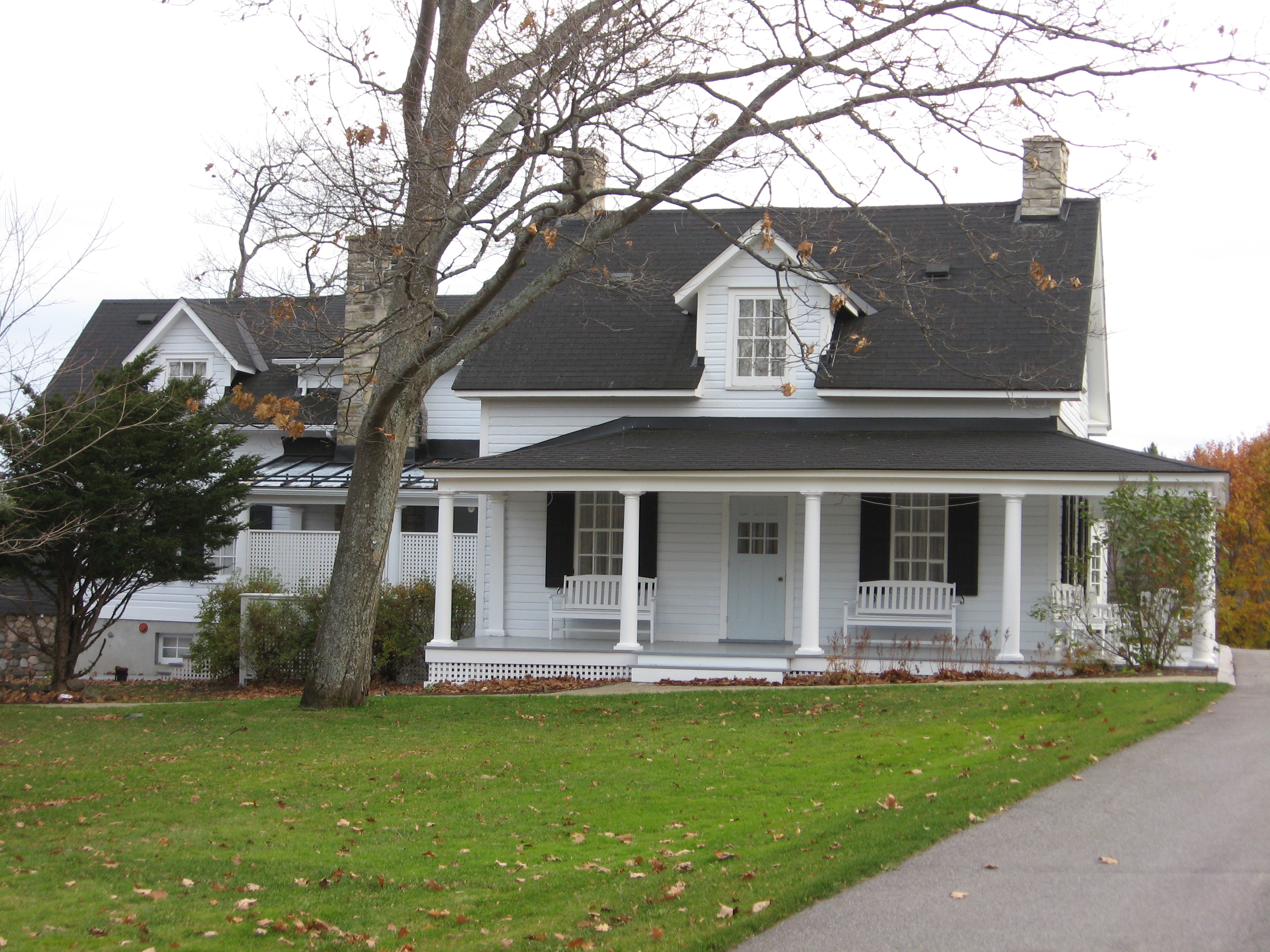
Die Farm im Gatineau-Park

Die NCC ist Verwalter zahlreicher historisch bedeutsamer Immobilien in der Hauptstadtregion, davon viele Kulturdenkmäler.